# Solfito di calcio
Il solfito di calcio (o solfito calcico) è il sale di calcio dell'acido solforoso. A temperatura ambiente si presenta come una polvere bianca inodore.

## Proprietà chimiche
È un composto instabile: nell'aria reagisce con l'ossigeno per formare solfato di calcio. Come tutti i solfiti metallici, in presenza di acidi produce diossido di zolfo ed acqua. A contatto con sostanze acide, genera anche acido solforoso. È praticamente insolubile in acqua, mentre si dissolve facilmente nell'etanolo.

## Produzione
Il solfito di calcio è di solito sintetizzato attraverso una delle seguenti reazioni:
{\displaystyle \mathrm {CaCO_{3}+SO_{2}\longrightarrow CaSO_{3}+CO_{2}} }
{\displaystyle \mathrm {Ca(OH)_{2}+SO_{2}\longrightarrow CaSO_{3}+H_{2}O} }

## Uso come additivo
Il solfito di calcio trova impiego come additivo col codice E226. È comunemente usato come conservante in vino, sidro, succhi di frutta e altri alimenti, ed è anche utilizzato per aumentare la stabilità degli ortaggi in scatola. Oltre all'utilizzo come conservante, il solfito di calcio può essere utilizzato come agente decolorante nella produzione dello zucchero. La sua DGA è di 0,7 mg per kg di peso corporeo.